# Antony Cotton
Antony Cotton (ur. 5 sierpnia 1975 w Bury, jako Antony Dunn) – brytyjski aktor i wokalista, najbardziej znany z ról w serialach telewizyjnych Coronation Street i Queer as Folk. Zdobywca nagród British Soap Award i National Television Award.
Jest otwarcie deklarującym się gejem.